# Liselotte Palme
Liselotte „Lilo“ Palme (* 1949 in Rottenmann, Steiermark; † 4. Juni 2014 in Wien) war eine österreichische Wirtschaftsjournalistin.

## Leben
Palme war ab 1973 für die Tageszeitung Die Presse und ab 1976 für den Kurier tätig sowie von 1979 bis 2004 für das Nachrichtenmagazin profil.
Besonders bekannt und geschätzt wurden ihre Arbeiten zur Krise der österreichischen verstaatlichten Industrie, und zu jener der Gewerkschaftsbank Bawag, die die Machenschaften des zu jener Zeit tätigen Generaldirektors Helmut Elsner aufdeckten. Laut dem Nachruf im Standard wurde der vom damaligen Finanzminister Karl-Heinz Grasser in die Wege geleitete Verkauf der Voestalpine an Frank Stronachs Magna-Konzern nicht zuletzt durch Palmes Berichterstattung vereitelt.
1979 wurde Palme mit dem Karl-Renner-Förderungspreis ausgezeichnet, 1999 erhielt sie den Horst-Knapp-Preis. Sie starb am 4. Juni 2014 im Alter von 65 Jahren nach schwerer Krankheit in Wien.

## Größere Publikationen
- Androsch – ein Leben zwischen Geld und Macht, Wien, 1999, Molden Verlag

## Auszeichnungen
- 1979: Dr.-Karl-Renner-Publizistikpreis
- 1999: Horst-Knapp-Preis